# ジメッラ
ジメッラ（伊: Zimella）は、イタリア共和国ヴェネト州ヴェローナ県にある、人口約4,800人の基礎自治体（コムーネ）。

## 地理

### 位置・広がり

#### 隣接コムーネ
隣接するコムーネは以下の通り。括弧内のVIはヴィチェンツァ県所属を示す。
- アルコレ
- コローニャ・ヴェーネタ
- ロニーゴ (VI)
- ヴェロネッラ

### 気候分類・地震分類
気候分類では、zona E, 2440 GGに分類される。
また、イタリアの地震リスク階級 (it) では、zona 3 (sismicità bassa) に分類される。

## 行政

### 分離集落
ジメッラには、以下の分離集落（フラツィオーネ）がある。
- Bonaldo, Santo Stefano (sede comunale), Volpino, Zimella